# Daniel Cojocaru
Pour les articles homonymes, voir Cojocaru.
Daniel Cojocaru (né le 27 mai 1969) est un ancien athlète roumain, spécialiste du sprint.
Cinquième lors des Championnats d'Europe de 1994, il a participé à trois Championnats du monde (quart de finaliste en 1993, en 10 s 41, meilleur placement d'un Roumain sur 100 m) et a été médaille d'or aux Jeux balkaniques de 1994. Il détient le record de Roumanie du relais 4 × 100 m.
Ses meilleurs temps sont :
- 100 m :	10 s 21	0.20	Bucarest	17/06/1994
- 200 m :	20 s 75	-0.40	Bucarest	18/06/1994